# Hypoechinorhynchidae
Famille
Les Hypoechinorhynchidae sont une famille d'acanthocéphales. Les  acanthocéphales sont des vers à tête épineuse, c'est-à-dire de petits animaux vermiformesés. Ils sont parasites de vertébrés et sont caractérisés par un proboscis rétractable portant des épines courbées en arrière qui leur permet de s'accrocher à la paroi intestinale de leurs hôtes.

## Liste des genres et des espèces
La famille des Hypoechinorhynchidae comprend deux genres composés des espèces suivantes :
- Bolborhynchoides Achmerov, 1959
  - Bolborhynchoides exiguus (Achmerov, et al, 1941)
- Hypoechinorhynchus Yamaguti, 1939
  - Hypoechinorhynchus alaeopis Yamaguti, 1939
  - Hypoechinorhynchus magellanicus Szidat, 1950